# Агенор (сын Антенора)
Агенор (др.-греч. Ἀγήνωρ «мужественный») — древнегреческий герой. Троянский воин, сын Антенора. Ахилл бьётся с ним, но Аполлон спасает Агенора и принимает его облик. В «Илиаде» убил 2 греков. Убил Элефенора и Клония. Всего от его руки пало 2 воина. Защитник Идейских ворот Трои. Убит Неоптолемом в ночь взятия Трои.
В ночь взятия Трои ранил Диомеда, но убит Неоптолемом (согласно поэме Лесхея). Изображен на картине Полигнота в Дельфах.